# 伊基拉
伊基拉是哥倫比亞的城鎮，位於該國西南部，由乌伊拉省負責管轄，距離首府內瓦64公里，始建於1694年1月14日，面積521平方公里，海拔高度1,223米，2005年人口9,947。
2°39′N 75°39′W / 2.650°N 75.650°W